# Todtgraben (Wümme)
Der Todtgraben ist ein 5,0 km langer Bach in den Gemeinde Otter im Landkreis Harburg in Niedersachsen, der von rechts und Osten in die Wümme mündet.

## Geografie

### Verlauf
Der Todtgraben entspringt als Oberflächenwasser sammelnder Wiesengraben westlich von Klein Todtshorn und fließt deutlich begradigt in südlicher Richtung. Nach wenigen hundert Metern fließt er in das Naturschutzgebiet Obere Wümmeniederung, weiter in westlicher Richtung und entwässert dabei das Moor des Naturschutzgebietes. Nachdem er die K 41 unterquert hat, folgt der, 2007 vom Arbeitskreis Naturschutz Tostedt e.V., renaturierte Unterlauf mit einem natürlicheren mäandernden Verlauf durch den moorigen Wald des Naturschutzgebietes, bis er wenige Meter später von rechts und Osten in die Wümme mündet.

## Zustand
Im Herbst 2007 wurde der Unterlauf des Todtgraben vom Arbeitskreis Naturschutz Tostedt e.V. renaturiert.

## Befahrungsregeln
Zum Schutz, dem Erhalt und der Verbesserung der Natur als Lebensraum für wild lebende Tiere und Pflanzen erließ der Landkreis Harburg 2016 die Verordnung über das Naturschutzgebiet Obere Wümmeniederung. Seitdem ist das Befahren und Betreten des Todtgraben ganzjährig verboten.